# 손태양
손태양(1992년 9월 20일~)은 대한민국의 배우이다.
1. ↑  손태양-네이버인물정보